# Санча Прованская
Санча Прованская (фр. Sancie de Provence; ок. 1225 — 9 ноября 1261, замок Беркхамстед) — графиня Корнуэльская с 1243, германская королева с 1257, третья дочь Раймунда Беренгера IV, графа Прованса, и Беатрисы Савойской.

## Биография
Была посватана за Раймунда VII, графа Тулузского; но для этого брака требовалось папское разрешение, а после того как папа Целестин IV в 1241 году умер, следующего папу, Иннокентия IV, избрали лишь в июне 1243 году. Тем временем её сестра Элеонора, уже в 1236 году вышедшая за короля Англии Генриха III, через своё доверенное лицо, епископа Херефордского Петра Эгбланшского, договорилась о браке сестры со своим деверем, братом мужа — Ричардом, первым графом Корнуэльским, три года назад овдовевшим после первого брака с Изабеллой Маршал, богатейшим человеком Англии (ему принадлежали оловянные рудники в Корнуолле).
Свадьба состоялась 23 ноября 1243 года в Вестминстерском аббатстве. Для оплаты церемонии обложили податью английских евреев. Мать невесты, Беатриса Савойская, приехала на свадьбу, а отец отговорился государственными делами.
В 1257 году Ричард ввязался в борьбу за корону Германии, где продолжалось междуцарствие: в ходе «двойного избрания» 13 января за стенами Франкфурта его выбрали римским королём четыре курфюрста из семи (остальные три выбрали его соперника, короля Кастилии Альфонсо Х). Получив об этом известие, 10 апреля Санча (в Англии её звали Синтия) и Ричард с обоими сыновьями выехали в Германию. 27 мая архиепископ Кёльнский короновал их в Ахенском соборе, причем Ричард сидел на троне Карла Великого. Тем не менее его власть в Германии осталась очень условной. Папа Александр IV не желал короновать его императором, и в 1259 году Ричард с женой вернулись в Англию.

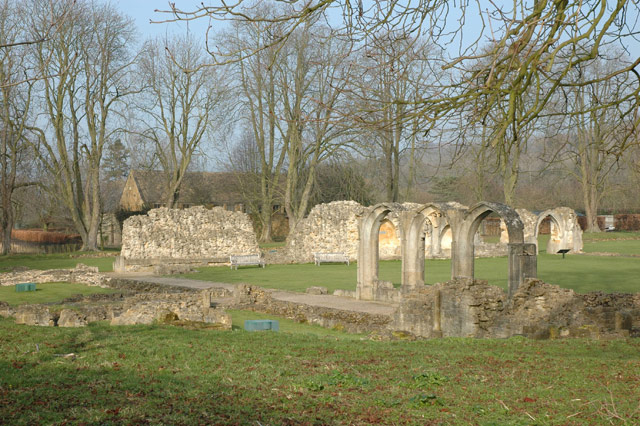
Развалины аббатства Хейлз

Санча умерла 9 ноября 1261 года в замке Беркхамстед и была похоронена в аббатстве Хейлз.

## Дети
- Ричард (июль—15 августа 1246)
- Эдмунд (1249—1300), второй граф Корнуэльский, в 1272 женился на Маргарите де Клер
- Ричард (1252—1296), женился на Джоан Сент-Оуэн, погиб при осаде Берик-апон-Туид